# Metanisering
Metanisering er en række processer, hvor mikroorganismer nedbryder biologisk materiale i fravær af ilt.
Anaerob nedbrydning forekommer naturligt i nogle områder og i søer samt i havsedimenter, hvor det er normalt omtales som "anaerob aktivitet". Dette er kilden til sumpgas.
Processen anvendes til industrielle eller private formål til at håndtere affald eller til at producere brændstoffer. Meget af den gæring, der anvendes industrielt til at producere mad og drikkeprodukter, bruger anaerob nedbrydning.
Metanisering bliver brugt som en del af processen til behandling af bionedbrydeligt affald og spildevandsslam. Som en del af forvaltning af affald, bruges metanisering bl.a. til at producere biogas, og nogle af de biologiske processer sker med arkæer. Anaerob nedbrydning er almindeligt anvendt som en kilde til vedvarende energi. Metanisering producerer biogas, som består af ca. 60% metan, 40% kuldioxid og spor af andre "forurenende stof' gasser. Denne biogas kan anvendes direkte som brændsel i kraft-varme gas-motorer eller opgraderes til naturgas-kvalitet biometan. Ved en opgradering kan en række teknologier bruges. Opgraderet biogas indeholder op mod 50% mere biogas, fordi CO2 udnyttes i reaktioner med f.eks. brint. Den afgassede biomasse bruges som gødning.